# Punto di non ritorno (romanzo)
Punto di non ritorno (Never Go Back) è un romanzo del 2013 di Lee Child, il diciottesimo che ha come protagonista Jack Reacher, ex poliziotto militare, girovago, duro e giusto.
Dal libro è stato tratto nel 2016 il film Jack Reacher - Punto di non ritorno con Tom Cruise, sequel del precedente Jack Reacher - La prova decisiva. 

## Trama
Jack Reacher torna alla base della 110ª Unita della polizia militare di cui è stato a capo fino a 16 anni prima. Vuole conoscere di persona Susan Turner, l'ufficiale che attualmente occupa quello che è stato il suo incarico, dopo essere rimasto affascinato dalla sua voce e dalla sua risolutezza in ripetuti contatti telefonici.
Dopo aver lasciato l'esercito e vissuto da ramingo si ritrova nuovamente arruolato contro la sua volontà ed incarcerato per rispondere di un vecchio reato. È proprio all'interno del carcere che incontrerà Susan Turner, insieme inizieranno una fuga rocambolesca per scoprire chi li ha incastrati.